# James Craig

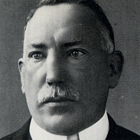
James Craig, 1:e viscount Craigavon

James Craig, född 8 januari 1871 i Belfast, död 24 november 1940 i Glencraig, Down, var en nordirländsk politiker.
Då brittiska parlamentet den 23 januari 1920 antagit Government of Ireland act, enligt vilken Nordirland, utgörande sex grevskap av Ulster, skulle få eget parlament, övertog Craig ledarskapet över Nordirlands unionister efter Edward Henry Carson för att förbereda den nya aktens ikraftträdande. När sedan parlamentet öppnade 7 juli 1921, blev Craig prime minister för Belfastregeringen. Mot alla planer på förening med eller eftergifter för republiken Irland ställde han sig helt avvisande. Hans hållning ledde även till att frågan om gränsreglering 1925 definitivt förkastades, varför i stället Storbritannien gav Nordirland vissa ekonomiska fördelar.